# Municipio de Stanton (condado de Ottawa)
El municipio de Stanton (en inglés: Stanton Township) es un municipio ubicado en el condado de Ottawa en el estado estadounidense de Kansas. En el año 2010 tenía una población de 30 habitantes y una densidad poblacional de 0,32 personas por km².

## Geografía
El municipio de Stanton se encuentra ubicado en las coordenadas 39°15′41″N 97°52′26″O / 39.26139, -97.87389. Según la Oficina del Censo de los Estados Unidos, el municipio tiene una superficie total de 94.93 km², de la cual 94,82 km² corresponden a tierra firme y (0,12 %) 0,12 km² es agua.

## Demografía
Según el censo de 2010, había 30 personas residiendo en el municipio de Stanton. La densidad de población era de 0,32 hab./km². De los 30 habitantes, el municipio de Stanton estaba compuesto por el 100 % blancos. Del total de la población el 0 % eran hispanos o latinos de cualquier raza.